# Erin Mullally
Erin Mullally (* 2. Januar 1990 in Sydney) ist ein australischer Schauspieler und Model. Einem breiten nationalen Publikum wurde er durch seine Rolle des  in der Fernsehserie Nachbarn bekannt.

## Leben
Erin Mullally wurde am 2. Januar 1990 in Sydney geboren. Erste Bekanntheit in der Öffentlichkeit erlangte er über seine Tätigkeit als Model. Von 2010 bis 2011 verkörperte er in 299 Episoden der Fernsehserie Nachbarn die Rolle des Declan Napier, die zuvor von James Sorensen dargestellt wurde. 2011 wirkte er in dem Fernsehzweiteiler Ice – Der Tag, an dem die Welt erfriert an der Seite von Sam Neill mit. 2012 folgte eine Episodenrolle in der Fernsehserie Home and Away sowie Besetzungen in dem Film Kath & Kimderella und dem Kurzfilm Arc. Außerdem mimte er in 26 Episoden der Fernsehserie Alien Surfgirls die Rolle des Josh.
2014 berichtete der Journalist Jonathon Moran im The Daily Telegraph, dass Mullally sich der Hare-Krishna-Bewegung angeschlossen hätte.

## Filmografie
- 2010–2011: Nachbarn (Neighbours) (Fernsehserie, 299 Episoden)
- 2011: Ice – Der Tag, an dem die Welt erfriert (Ice) (Fernsehfilm)
- 2012: Home and Away (Fernsehserie, Episode 1x5447)
- 2012: Kath & Kimderella
- 2012: Alien Surfgirls (Lightning Point) (Fernsehserie, 26 Episoden)
- 2012: Arc (Kurzfilm)